# Reaktive Sauerstoffspezies
Reaktive Sauerstoffspezies (englisch reactive oxygen species, ROS) – auch vereinfachend als „Sauerstoffradikale“ bezeichnet – sind Sauerstoff-enthaltende Moleküle.

## Chemie
Zu den ROS gehören zum einen Radikale wie das Hyperoxid-Anion (alte Bezeichnung: Superoxid-Anion) O2·−, das hochreaktive Hydroxyl-Radikal OH·, das Peroxylradikal ROO· und das Alkoxylradikal RO· von Lipiden, zum anderen stabile molekulare Oxidantien wie Wasserstoffperoxid H2O2, Hydroperoxid ROOH, Ozon O3 und das Hypochlorit-Anion OCl− sowie angeregte Sauerstoffmoleküle (Singulett-Sauerstoff 1O2). In Nachgang an die Oxidation entstehen Reaktive elektrophile Spezies.
Die ROS in einer Übersicht:
| Formelzeichen | Bezeichnung          | Anmerkung                                                                                      |
| ------------- | -------------------- | ---------------------------------------------------------------------------------------------- |
| O2·−          | Superoxid-Anion      | freies Radikal, sekundärer Botenstoff, alte Bezeichnung: Superoxid-Anion                       |
| HO·           | Hydroxyl-Radikal     | freies Radikal, hochreaktiv                                                                    |
| HOO·          | Hydroperoxyl-Radikal | freies Radikal                                                                                 |
| ROO·          | Peroxylradikal       | freies Radikal, Zwischenstufe bei der sensibilisierten Photooxidation, siehe auch Autoxidation |
| RO·           | Alkoxylradikal       | freies Radikal, bei Lipiden                                                                    |
| H2O2          | Wasserstoffperoxid   | Edukt zur Bildung anderer ROS, sekundärer Botenstoff                                           |
| ROOH          | Hydroperoxid         |                                                                                                |
| O3            | Ozon                 |                                                                                                |
| OCl−          | Hypochlorit-Anion    |                                                                                                |
| 1O2           | Singulett-Sauerstoff | angeregtes Sauerstoffmolekül                                                                   |

## Biologie
Im Organismus entstehen reaktive Sauerstoffspezies in den Mitochondrien als Nebenprodukt der Zellatmung (durch Monoaminooxidasen und im Rahmen der Atmungskette an Komplex I und an Komplex III), aber auch durch Entzündungszellen, um so Viren und Bakterien zu schädigen. ROS (vor allem Wasserstoffperoxid und Stickstoffmonoxid) kommen auch bei der pflanzlichen Abwehr von Pathogenen zum Einsatz. Umweltgifte und Zigarettenrauch sind weitere bedeutende Quellen für reaktive Sauerstoffspezies.
Durch die Reaktion des Hyperoxid-Anions O2·− mit Stickstoffmonoxid NO· entsteht zudem Peroxinitrit ONOO−, das mit Stickstoffmonoxid zusammen als reaktive Stickstoffspezies (RNS) bezeichnet wird und eine ebenfalls hochreaktive Verbindung darstellt (allerdings kein freies Radikal ist). ROS und RNS sind somit wichtige Oxidantien, denen im Körper die Antioxidantien entgegenwirken.
ROS sind im biologischen Kontext für den Organismus wichtige Signalmoleküle, haben aber in hoher Konzentration schädliche Auswirkungen, indem sie zu oxidativem Stress führen können.
Während ROS mit verschiedensten Erkrankungen wie z. B. Krebs, Diabetes und Herz-Kreislauf-Erkrankungen, assoziiert worden sind, ist die ursächliche Beteiligung von ROS daran diskussionswürdig: So wurde im Widerspruch zum Vorstehenden gezeigt, dass ROS die Lebenserwartung von Modellorganismen steigern, also Altern verhindern. Weiter ist bekannt, dass Antioxidantien der Diabetes-vorbeugenden Wirkung von Sport im Menschen entgegenwirken bzw. diese vollkommen verhindern, indem Antioxidantien der Bildung von ROS entgegenwirken.
Nach heutiger Auffassung sind ROS in niedriger, d. h. physiologischer Konzentration gesundheitsfördernd, während sie in hoher, d. h.  pathologischer Konzentration zur Entstehung von Krankheiten beitragen sollen. Diese nicht-lineare Dosis-Wirkungs-Beziehung (d. h. niedrigdosiert = gesund, aber hochdosiert = krankmachend) wird als „Mitohormesis“ bezeichnet.
Nachfolgende Studien schreiben ROS wie dem Hyperoxid und dem Wasserstoffperoxid neben der Generierung oxidativen Stresses eine wichtige Signalfunktion, z. B. im Gehirn bei der Signalübertragung, der synaptischen Plastizität und der Gedächtnisbildung zu. Sie wirken dort zudem stark vasodilatierend (gefäßerweiternd) und scheinen daher wichtig für die Steigerung des zerebralen Blutflusses und des zerebrovaskulären Tonus zu sein. Des Weiteren beeinflussen sie über den Wnt-Signalweg Wachstum und Teilung von Zellen bei der Regeneration abgetrennter Schwänze von Kaulquappen und Echsen.
Bei einem typischen Raumklima, mit einer mittlerer Luftfeuchte von 50 Prozent und Temperaturen um die 20 Grad Celsius, wird in Anwesenheit von Feinstaub die höchste Konzentration der besonders schädlichen ROS gebildet. ROS können die Zellen der Lunge schädigen und Lungenentzündungen, Asthma und diverse andere Atemwegserkrankungen verursachen. Selbst die Desoxyribonukleinsäure (DNA) kann durch ROS geschädigt werden.